# Transferencia de esfuerzos de Coulomb
La transferencia de esfuerzos de Coulomb es un proceso geológico relacionado con la sismicidad de cambios de estrés a materiales circundantes causados por eventos de deformación discretos locales.  Utilizando desplazamientos mapeados de la superficie de la Tierra durante los terremotos, los cambios de estrés Coulomb (o cambios de esfuerzos de Coulomb) informatizados han sugerido que el estrés aliviado durante un terremoto no solo se disipa, sino que también puede moverse hacia arriba y hacia abajo segmentos de falla, concentrando y promoviendo posteriores temblores. Es importante destacar que los cambios de estrés de Coulomb se han aplicado a los modelos de predicción de terremotos que se han utilizado para evaluar los posibles riesgos relacionados con la actividad sísmica.

## Ejemplos de secuencias de terremotos
- Terremotos de los Apeninos de 1703
- Terremotos de Calabria de 1783
- Terremoto de Dawu 1981 - parte de una secuencia de cuatro junto al Sistema de fallas de Xianshuihe[6]